# Staffelter Hof
Staffelter Hof je rodinné vinařství sídlící ve vesnici Kröv v německé spolkové zemi Porýní-Falc. Patří k moselské oblasti.
První písemná zmínka pochází z roku 862, kdy Lothar II. Lotrinský věnoval zdejší vinice benediktinskému klášteru ve Stavelotu, od něhož je také odvozen název usedlosti (darovací listina je uložena v městském archivu v Lutychu). Staffelter Hof je tak nejstarším vinařstvím na světě a také nejstarší firmou v Německu. V roce 1715 byla postavena barokní budova, která je památkově chráněna. Majetkem církve byl Staffelter Hof až do napoleonských válek a od roku 1894 patří rodině Kleinových. V roce 2012 se společnost specializovala na výrobu organických vín.
Majitelé hospodaří na devíti hektarech vinic a prodají ročně okolo 60 000 lahví. Více než tři čtvrtiny produkce tvoří Ryzlink rýnský, dále se zde pěstuje Müller Thurgau, Rulandské modré a Regent. Kromě vína se zde vyrábějí také matolinové a ovocné pálenky.  
Od roku 1960 nabízí vinařství také ubytovací služby. 